# Характеристический многочлен матрицы
Характеристический многочлен матрицы — многочлен, определяющий её собственные значения.

## Определение
Для данной матрицы {\displaystyle A} многочлен {\displaystyle \chi (\lambda )=\det(A-\lambda E)}, где {\displaystyle E} — единичная матрица, является многочленом от {\displaystyle \lambda }, который называется характеристическим многочленом матрицы {\displaystyle A} (иногда также «вековым уравнением» (англ. secular equation)).
Ценность характеристического многочлена в том, что собственные значения матрицы являются его корнями. Действительно, если уравнение {\displaystyle Av=\lambda v} имеет ненулевое решение, то {\displaystyle (A-\lambda E)v=0}, значит матрица {\displaystyle A-\lambda E} вырождена и её определитель {\displaystyle \det(A-\lambda E)=\chi (\lambda )} равен нулю.

## Связанные определения
- Матрицу {\displaystyle A-\lambda E} называют характеристической матрицей матрицы {\displaystyle A}.
- Уравнение {\displaystyle \chi (\lambda )=0} называют характеристическим уравнением матрицы {\displaystyle A}.
- Характеристический многочлен графа — это характеристический многочлен его матрицы смежности.

## Свойства
- Для матрицы {\displaystyle n\times n} характеристический многочлен имеет степень {\displaystyle n}.
- Все корни характеристического многочлена матрицы являются её собственными значениями.
- Теорема Гамильтона — Кэли: если {\displaystyle \chi (\lambda )} — характеристический многочлен матрицы {\displaystyle A}, то {\displaystyle \chi (A)=0}.
- Характеристические многочлены подобных матриц совпадают: {\displaystyle \chi _{ABA^{-1}}=\chi _{B}}.
- Характеристический многочлен обратной матрицы: {\displaystyle \chi _{A^{-1}}(\lambda )={\frac {(-\lambda )^{n}}{\det A}}\chi _{A}(1/\lambda )}.

Доказательство:  
{\displaystyle {\begin{aligned}{\det A}\cdot \chi _{A^{-1}}(\lambda )&={\det A}\cdot \det(A^{-1}-\lambda E)=\det(A(A^{-1}-\lambda E))\\&=\det(E-\lambda A)=(-1)^{n}\det(\lambda A-E)\\&=(-\lambda )^{n}\det(A-(1/\lambda )E)=(-\lambda )^{n}\chi _{A}(1/\lambda )\end{aligned}}}
- Если {\displaystyle A} и {\displaystyle B} — две матрицы {\displaystyle n\times n}, то {\displaystyle \chi _{AB}\,=\,\chi _{BA}}. В частности, отсюда вытекает, что след их произведения {\displaystyle \mathrm {tr} \,(AB)=\mathrm {tr} \,(BA)} и {\displaystyle \det(AB)=\det(BA)}.
- В более общем виде, если {\displaystyle A} — матрица {\displaystyle m\times n}, а {\displaystyle B} — матрица {\displaystyle n\times m}, причем {\displaystyle m<n}, так, что {\displaystyle AB} и {\displaystyle BA} — квадратные матрицы размеров {\displaystyle m} и {\displaystyle n} соответственно, то:

{\displaystyle \chi _{BA}(\lambda )\,=\,\lambda ^{n-m}\,\chi _{AB}(\lambda )}.